# جامعة شيلر

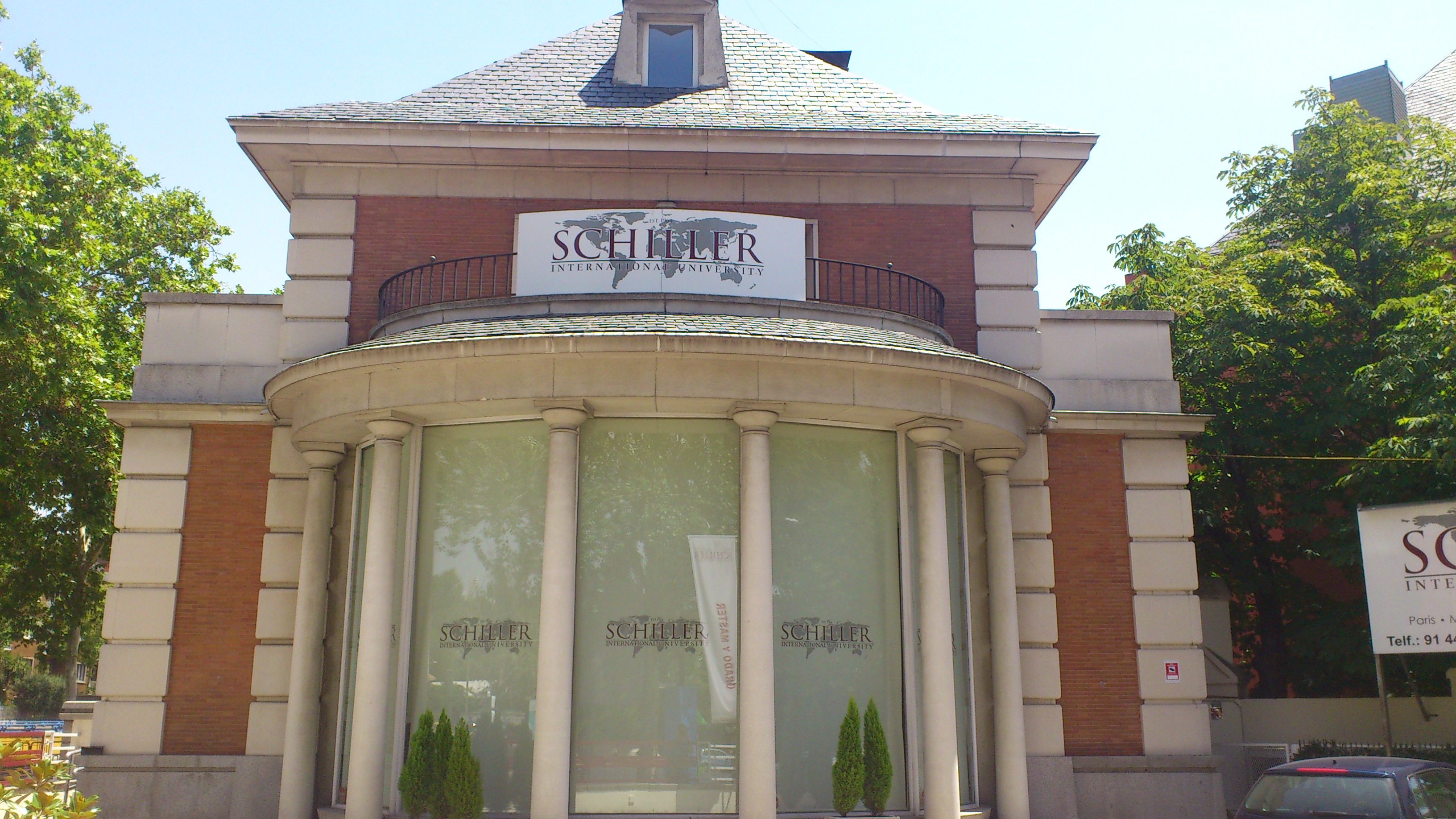
جامعة شيلر في مدريد.

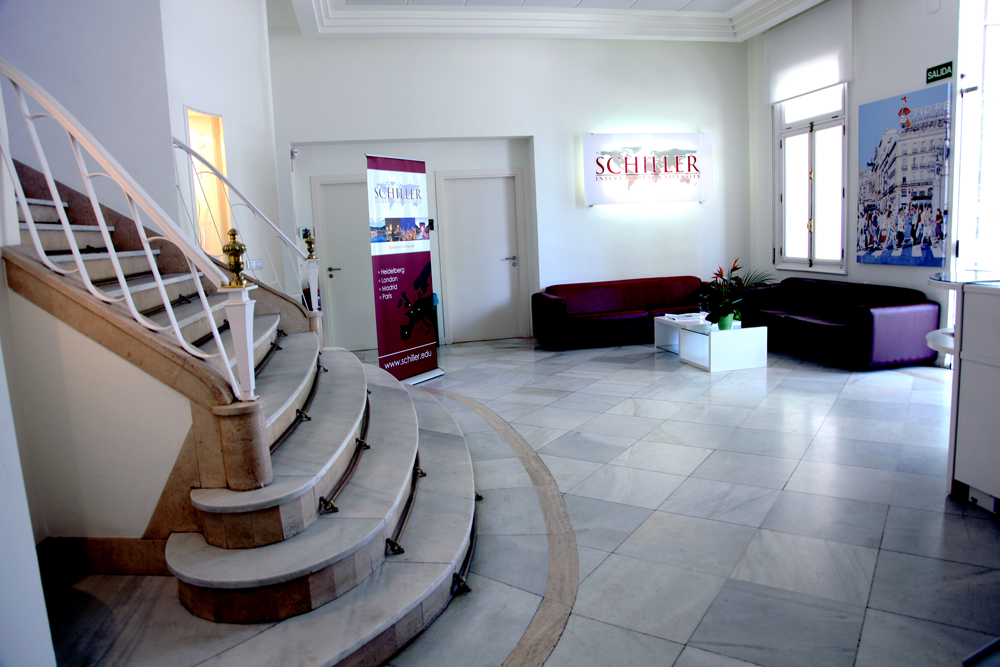
صورة للجامعة من الداخل

جامعة شيلر الدولية هي جامعة أمريكية خاصة لدها مقر في سبعة دول مختلفة حيث لها حرم جامعي في لندن وباريس ومدريد وهايدلبرغ ولارغو وستراسبورغ. وأسسها الدكتور ويالتر لايببيهرخت عام 1994.